# 19-та ракетна бригада «Свята Варвара»
19-та ракетна бригада «Свята Варвара» (19 РБр, в/ч А4239, пп В3225) — формування ракетних військ Збройних сил України. Бригада озброєна тактичними ракетними комплексами «Точка» та M142 HIMARS. Перебуває у безпосередньому підпорядкуванні Командуванню Сухопутних військ України. Головне призначення бригади — високоточне вогневе ураження противника на тактичну глибину побудови його бойових порядків шляхом завдання групових та поодиноких ракетних ударів по військах та важливих об'єктах, а при діях на приморському напрямку — для ураження ударних угрупувань флоту противника, його військово-морських баз, портів, морських десантів.

## Історія
19 ракетна бригада сформована у жовтні—листопаді 1997 року на підставі Директиви Міністра оборони від 1 квітня 1997 року № 111/1/0116. Днем створення частини офіційно вважається 9 листопада 1997 року.
Організаційно бригада увійшла до складу 1-ї ракетної дивізії Сухопутних військ Збройних Сил України, яка була сформована на фондах 19 Запорізької Червонопрапорної орденів Суворова і Кутузова II ступеня ракетної дивізії зі складу ракетних військ стратегічного призначення та управління 43 ракетної армії.
Восени 1999 року Бойовий прапор 19 ракетної дивізії РВСП з бойовими нагородами — орденами Червоного Прапора, Суворова і Кутузова II ступеня в урочистій обстановці був переданий до 1 ракетної дивізії, до складу якої входила 19 ракетна бригада. Після скорочення 1 ракетної дивізії цей прапор переданий на зберігання до 19 ракетної бригади.
До складу 1-ї ракетної дивізії Сухопутних ввійшли:
- 19 Запорізька ракетна бригада;
- 107 Ленінградська ракетна бригада;
- 199 гвардійська Дрезденська ракетна бригада;
- 25 дивізіон бойового управління;
- 393 рухомий командний пункт;
- 3568 пртб;
- 69 окремий навчальний ракетний дивізіон;
- 68 дивізіон матеріального забезпечення.

Більшість особового складу, яким була укомплектована 19 ракетна бригада, проходили службу в ракетних військах стратегічного призначення і мали достатній досвід служби в ракетних військах. Проте, специфіка експлуатації, бойового застосування, та навіть служби і повсякденної діяльності частини оперативно-тактичних ракет Сухопутних військ значно відрізнялися від специфіки ракетних військ стратегічного призначення. Тому протягом 1997—1998 років військовослужбовці 19 ракетної бригади провели значний обсяг робіт, пов'язаних з отриманням нової для них техніки, приведенням її до боєготового стану, освоєнням та організацією служби і повсякденної діяльності.
15 серпня 1998 року заступником командувача Сухопутних військ України з бойової підготовки генерал-лейтенантом Дячуком Г. І. частині вручено бойовий прапор.
В жовтні 1998 року особовий склад 1 ракетного дивізіону 19 рбр взяв участь у проведенні навчань Збройних Сил України  «Осінь 98», в ході яких 22 жовтня 1998 року на державному полігоні «Чауда» (Крим) провів навчально-бойові пуски двох оперативно-тактичних ракет 8К14-1.
В жовтні 2001 року особовий склад 1 ракетного дивізіону, технічної батареї бригади, дивізіону забезпечення та інших підрозділів 19 рбр брав участь у навчаннях Збройних Сил України «Південний редут — 2001», в ході яких 4 жовтня 2001 року на державному полігоні Чорноморського флоту Російської федерації «Опук» (Крим) провів навчально-бойовий пуск оперативно-тактичної ракети 8К14-1.
З часу формування бригади в жовтні 1997 року до жовтня 2005 року, на озброєнні бригади знаходився ракетний комплекс оперативно-тактичних ракет 9К72.
В 2004 році 19 ракетна бригада виходить зі складу 1 ракетної дивізії, яка розформовується, і в серпні 2004 року підпорядковується безпосередньо Головнокомандувачу Сухопутних військ Збройних Сил України.
З 2005 року на виконання  програми реформування Збройних Сил України 19 ракетна бригада проводить процес переозброєння, з бригади оперативно-тактичних ракет на бригаду змішаного складу, 2 дивізіони якої озброюються тактичними ракетами, один дивізіон — оперативно-тактичними. Восени 2007, коли комплекси 9К72 в Україні були зняті з озброєння, бригада остаточно перейшла на «Точку-У».
Станом на 2014 рік, 19 РБр була єдиною у Сухопутних військах ЗС України ракетною бригадою.

### Війна на Донбасі
Згідно з інтерв'ю начальника Генерального Штабу ЗС України Віктора Муженка, Збройні Сили України досить інтенсивно використовували комплекси «Точка-У» проти російських терористів та підрозділів регулярної російської армії на території України. Перші випадки використання комплексу стались під час боїв за Савур-Могилу в серпні 2014 року. За два роки війни всього було випущено близько ста ракет комплексу «Точка-У» з різними бойовими частинами для виконання різних завдань.
У серпні 2014 року, після масованого вводу російських регулярних військ на територію України, у зв'язку з недосяжністю об'єктів противника для інших вогневих засобів під час виходу українських військ з оточення під Іловайськом, Генеральним Штабом був задіяний 1 РДн 19-ї бригади, а також 1 РеАДн 107-го РеАП. Далекобійна артилерія підтримувала українські підрозділи, що виходили, створюючи «вогневий коридор». Удари було заплановано уздовж маршруту висування підрозділів по місцях ймовірного розташування противника (панівні висоти, кургани, перехрестя доріг тощо) з південного боку — для 1 РДн 19 РБр, з північного боку — для 1 РеАДн 107 РеАП. Вогонь відкривався за викликом. В ході цього були виконані близько 12 групових та поодиноких ракетних ударів з використанням від 1 до 4 установок «Точка» і приблизно 15 вогневих ударів РСЗВ «Смерч» з використанням від 1 до 3 бойових машин.
Згідно з припущенням ІнформНапалм, танк Т-72БА, що був знищений у базовому таборі 21-ї мотострілецької бригади РФ західніше с. Кумачове під час боїв за Іловайськ, міг бути вражений саме ракетним ударом «Точки-У».
У жовтні 2014 року бойовики заявили, що ракета влучила у їх військову базу, яка була облаштована в приміщенні військової частини № 3023 в окупованому Донецьку неподалік від аеропорту ім. Прокоф'єва.
В серпні 2016 року волонтери міжнародної спільноти Інформнапалм перевірили інформацію щодо застосування тактичних ракетних комплексів 9К79-1 «Точка-У» та реактивних систем залпового вогню 9К58 «Смерч» проти підрозділів ЗС РФ влітку 2014 року та знайшли певні збіги між відомими втратами російських військових та можливими пусками ракет «Точка-У».
У травні 2017 року проросійський ресурс LostArmour опублікував розлоге розслідування щодо використання «Точки-У» у війні на Донбасі. Згідно з аналізом, з 24 ракет, у яких вдалося встановити місце розривів їх боєприпасів, щонайменше 4 випадки були результативними у знищенні російських військ вторгнення та нерегулярних проросійських формувань:
- 27 серпня 2014 в районі боїв за Іловайськ касетна «Точка» вразила фортифікований табір неподалік села Павлівське. У цьому таборі фіксувалася російська військова броне- та інженерна техніка (зокрема, екскаватори ЕОВ-3521) та десантники 247-го десантно-штурмового полку РФ.
- 26—29 серпня 2014 в районі боїв за Іловайськ касетна «Точка» вразила щонайменше одну гаубицю з батареї Д-30 неподалік села Чумаки. В цій місцевості спостерігалися позиції 1065-го артилерійського полку РФ.[8]
- 3 лютого 2015 ракета спричинила вибух складу вибухівки у Донецьку.
- 14 лютого 2015 касетна «Точка» вразила електропідстанцію залізничного вокзалу в Іловайську, на той час контрольованого проросійськими бойовиками.[9]

Деякі випадки непрямо вказують на успішне застосування:
- 23 серпня 2014 касетна «Точка» завдала удару на виїзді з міста Сніжне, де неподалік був блокпост бойовиків, і ймовірно міг проходити конвой росіян.

- 1—2 вересня 2014 ракета «Точка» завдала удару прямо по Луганському аеропорту, з якого 31 серпня вийшли українські війська і зайняли росіяни і бойовики.

Аналізуються також нещасні випадки та інциденти:
- 22 серпня 2014 внаслідок удару касетної «Точки» по Ровеньках загинуло 3 цивільних.
- 23—24 серпня 2014 при запуску ракети під Логвиновим відбувся збій і двигун ракети вибухнув над пусковою установкою. Пускова установка не зазнала суттєвих пошкоджень.

Автор аналізує характер уражень касетними боєприпасами позицій української артилерії в районі Логвиного, і припускає, що це може бути результат роботи російських БМ-30 «Смерч», які у вересні вели вогонь з захопленої на той час Маринівки.

### Російське вторгнення
29 березня 2022 року, під час російського вторгнення в Україну, приблизно о 22:00 сталась пожежа на складі боєприпасів в селищі Октябрський Бєлгородської області. Спочатку з'явилася інформація, що причиною пожежі є людський фактор, але згодом стало відомо, що це міг бути удар 19-ї ракетної бригади; утім, ця інформація не підтверджена.
28 липня 2023 року 19 ракетна бригада «Свята Варвара» Сухопутних військ Збройних Сил України указом Президента України Володимира Зеленського відзначена почесною відзнакою «За мужність та відвагу».

## Структура

### До 2013
За даними Українського мілітарного порталу, до війни 2014 року бригада мала 3 дивізіони, сумарно 12 комплексів «Точка-У».

### 2018
За даними Українського мілітарного порталу, станом на 2018 рік бригада має 4 дивізіони та один навчальний:
- управління, штаб
- 1-й ракетний дивізіон
- 2-й ракетний дивізіон
- 3-й ракетний дивізіон
- 4-й ракетний дивізіон
- навчальний ракетний дивізіон
- технічна батарея;
- рота матеріального забезпечення;
- рота РХБ захисту;
- пожежна обслуга.
- батальйон охорони (7 окремий мотопіхотний батальйон)

## Озброєння
Станом на 1998 рік — 18 стартових агрегатів 9П117М та 9П117М-1 ракетного комплексу 9К72 (три ракетних дивізіони по три стартових батареї з двома стартовими відділеннями в кожній).
Станом на 1999 рік — 12 стартових агрегатів 9П117М-1 ракетного комплексу 9К72 (три ракетних дивізіони по дві стартових батареї з двома стартовими відділеннями в кожній).
Станом на 2005 рік — 8 пускових установок 9П129-1М та 4 стартових агрегати 9П117М-1 (два ракетних дивізіони по дві стартових батареї з двома стартовими відділеннями в кожній ракетного комплексу 9К79-1 «Точка У» та один дивізіон з двома стартовими батареями по два стартових відділення в кожній ракетного комплексу 9К72).
Станом на початок 2014 року бригада мала на озброєнні 12 пускових установок (8 шт. — 9П129-1М та 4 шт. — 9П129-М) РК 9К79-1 «Точка-У».
31 липня 2025 року на офіційній сторінці бригади оприлюдили відео бойового застосування реактивної системи HIMARS по російських позиціях.Бригада застосовує HIMARS для нанесення точних ударів по таких об'єктах, як склади боєприпасів, командні пункти та укріплення противника. Ця високоточна зброя американського виробництва здатна вражати цілі на відстані до 80 км (з використанням ракет GMLRS) і до 300 км (з ракетами ATACMS).

## Традиції

### Назва
5 грудня 2019 року бригада дістала почесну назву «Свята Варвара».

### Символіка
23 лютого 2019 року Начальник ГШ ЗСУ Віктор Муженко офіційно затвердив нову емблему бригади. 22 січня 2020 року, за повідомленням АрміяInform, підрозділи бригади отримали почесні прапори і стрічки із зображенням святої Варвари, також бригаді передали частку від мощей святої великомучениці.
В нарукавному знаку бригади на червоному полі змальовано чорного скорпіона, у якого замість шипа вміщено ракету. Це ж зображення є на одній зі сторін почесного стяга. На іншому боці — на чорному полі відтворено образ св. Варвари в червоному круглому щиті, за яким перехрещено дві золоті гармати.

## Командири
- 1997—2002: полковник Карга Володимир Борисович
- 2002—2004: полковник Грицай Віктор Володимирович
- 2004—2006: полковник Близнюк Ігор Олександрович
- 2006—2023: полковник Ярошевич Федір Сергійович
- 2023—дотепер: полковник Карпуша Ростислав Валерійович

## Втрати
- 19 березня 2022 року загинув підполковник Васильєв Дмитро Миколайович.
- 5 березня 2024; старший лейтенант Клименко Юрій Володимирович

### Відео
- 19 ракетна бригада / YouTube [Архівовано 26 березня 2017 у Wayback Machine.]
- Пуск ракет Точка-У ВСУ / YouTube [Архівовано 25 липня 2016 у Wayback Machine.]